# Telmatoscopus townsvillensis
Telmatoscopus townsvillensis är en tvåvingeart som först beskrevs av Taylor 1915.  Telmatoscopus townsvillensis ingår i släktet Telmatoscopus och familjen fjärilsmyggor. Inga underarter finns listade i Catalogue of Life.